# Helperknapp
Helperknapp est une commune luxembourgeoise située dans le canton de Mersch.

## Histoire
La commune naît le 1er janvier 2018 de la fusion des communes de Boevange-sur-Attert et Tuntange. Elle reprend le nom du lieu-dit de Helperknapp (lb) situé à mi-chemin entre les localités de Boevange-sur-Attert et de Tuntange.

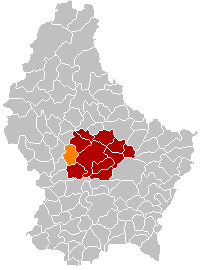
Boevange-sur-Attert.
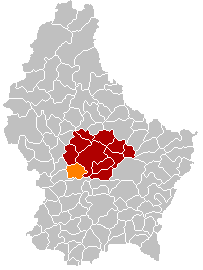
Tuntange.
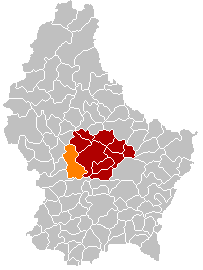
Helperknapp.

## Géographie

### Sections de la commune
- Ansembourg
- Bill
- Boevange-sur-Attert
- Bour
- Brouch
- Buschdorf
- Grevenknapp
- Hollenfels
- Tuntange (chef-lieu)

### Communes limitrophes
- Bissen
- Mersch
- Saeul
- Habscht
- Useldange
- Vichten

## Politique et administration

### Liste des bourgmestres
| Identité         | Période          | Période   | Durée                     | Étiquette |
| Identité         | Début            | Fin       | Durée                     | Étiquette |
| ---------------- | ---------------- | --------- | ------------------------- | --------- |
| Paul Mangen (d)  | 28 novembre 2017 | mars 2019 | 1 an et 4 mois            |           |
| Frank Conrad (d) | 1er juillet 2019 | En cours  | 5 ans, 8 mois et 13 jours |           |

## Population et société

### Démographie
L'évolution du nombre d'habitants est connue à travers les recensements de la population effectués dans le pays depuis 1821. Les recensements décennaux de la population permettent de caler les chiffres sur la composition de la population par sexe, âge, nationalité et commune de résidence. Entre deux recensements, la population au 1er janvier de l’année {\displaystyle x} est évaluée en ajoutant à la population au 1er janvier de l’année {\displaystyle x-1} les soldes naturel (naissances {\displaystyle -} décès) et migratoire (arrivées {\displaystyle -} départs) de l'année. La même méthode est appliquée pour la répartition par âge au 1er janvier et les effectifs totaux par nationalité. Depuis le 1er septembre 2023, le Luxembourg dénombre 100 communes.
Au 1er janvier 2024, la commune comptait 5 115 habitants.
| 2018  | 2019  | 2020  | 2021  | 2022  | 2023  | 2024  |
| ----- | ----- | ----- | ----- | ----- | ----- | ----- |
| 4 177 | 4 241 | 4 387 | 4 538 | 4 695 | 4 941 | 5 115 |

Pour des raisons techniques, il est temporairement impossible d'afficher le graphique qui aurait dû être présenté ici.

## Curiosités
- Les châteaux d’Ansembourg et Hollenfels
- Le platane remarquable de Tuntange, à côté de l’église Saints-Pierre-et-Paul
- La vallée des sept châteaux, qui traverse la commune

## Héraldique, logotype et devise
La commune ne possède pas de blason, elle utilise en revanche un logotype, qui reprend un écusson ressemblant à un blason héraldique, mais qui n'en est pas un.